# Artère colique moyenne
L'artère colique moyenne (ou artère colique ascendante ou artère colique moyenne de Michels ou artère du côlon transverse) est une artère systémique de l'abdomen qui vascularise le côlon transverse.

## Origine
L'artère colique moyenne naît généralement de la face antérieure de l’artère mésentérique supérieure, environ 5 à 7 cm sous le pancréas.

## Trajet
L'artère colique moyenne passe horizontalement en avant du pancréas entre les couches du mésocôlon transverse vers la gauche pour atteindre le côlon transverse. A ce niveau elle se divise en une branche droite et une branche gauche.

## Branches collatérales
La branche droite vascularise les deux tiers proximaux du côlon transverse et s'anastomose avec l'artère colique droite pour former l'arcade marginale de Drummond.
La branche gauche vascularise le tiers distal du côlon transverse et s'anastomose avec l'artère colique gauche pour former l'arcade de Riolan.

## Variations anatomiques

### Origine
L'artère colique moyenne peut provenir d'un tronc commun avec l'artère colique droite ou plus rarement avec l'artère colique gauche.
L'artère colique moyenne peut rarement provenir de l'aorte abdominale, de l'artère mésentérique inférieure, de l'artère pancréatique dorsale, de l'artère hépatique propre, de l'artère colique gauche ou de l'artère splénique.
L'artère colique moyenne peut être absente et remplacée par des branches des artères coliques droite et gauche.
Il peut exister une artère colique moyenne accessoire chez 10 à 20 % des individus. Cette artère accessoire peut provenir de l'artère mésentérique supérieure à proximité de l'artère colique moyenne proprement dite, de l'aorte abdominale, de l'artère mésentérique inférieure, de l'artère pancréatique dorsale, de l'artère hépatique propre ou de l'artère colique gauche. Une colique moyenne accessoire provenant directement de l'artère mésentérique supérieure est survenue chez 18 % des individus.

### Terminaison
Dans certains cas, la bifurcation en branches droite et gauche peut être précoce pouvant former une triple arcade avec les artères coliques droite et gauche.
Il peut également exister trois branches terminales.

## Aspect clinique
Lors d'une hémicolectomie droite visant à retirer le cæcum et le côlon ascendant, la branche droite de l'artère colique moyenne est ligaturée et retirée,.
Lors d'une hémicolectomie transversale, il peut être nécessaire de ligaturer et de retirer toute l'artère colique moyenne.